# Перезаправляемый картридж
Перезаправляемый картридж (ПЗК) — контейнер с чернилами для струйных принтеров или многофункциональных устройств (МФУ), допускающий при исчерпании ресурса чернил перезаправку. Впервые начали использоваться компанией Lyson Digital Inks в 2000 году.
Перезаправляемые картриджи представляют собой совместимые картриджи, на которые установлены автообнуляемые чипы и которые можно перезаправлить. Когда в картриджах заканчиваются чернила, при извлечении и установки их обратно — чипы обнуляются, и можно печатать снова. Перезаправляемые картриджи разработаны для того, чтобы ускорить и упростить процесс дозаправки картриджей чернилами, а также обойти защиту производителей от неоригинальных расходных материалов.
По сравнению с системой непрерывной подачи чернил, ПЗК имеют меньший объём, и, соответственно, заправлять их нужно чаще. Но и чернил при этом потребуется меньше. По своему внешнему виду перезаправляемые картриджи идентичны оригинальным картриджам, только обычно выполнены в прозрачном корпусе и имеют отверстия для перезаправки.
За применение перезаправляемых картриджей выступали многие природоохранные организации.

## Достоинства
- Экономичность[2][3].
- Низкая стоимость.
- Простота и удобство установки.
- Сохранение высокого качества отпечатков[3].

## Недостатки
- Небольшая вместимость картриджей, как следствие частые заправки.
- Трудности с отслеживанием уровня чернил.